# Veladero
Le volcan Veladero, en Argentine est un des géants des Andes, avec une altitude atteignant 6 436 mètres. Il fait partie des quinze plus hauts volcans du monde, dont treize se situent en Argentine (parmi ces derniers, six sont partagés par la frontière avec le Chili). Il est en fait le onzième plus haut volcan du monde. Il est considéré comme éteint aujourd'hui.

## Situation
Il est situé à l'extrême nord-ouest de la province de La Rioja, au sud-est et à peu de distance de ses voisins géants, le Monte Pissis de 6 882 mètres et le cerro Bonete Chico (6 752 m). Il forme le rebord sud-ouest de la grande caldeira de l'Incapillo, et ce avec les volcans suivants : le Baboso, le Reclus, les Gemelos Sur et Norte (jumeaux nord et sud), le Monte Pissis, le cerro Bonete  Chico (6 759 m), le Peña Azul et d'autres. Au centre de cette caldeira se trouve la laguna del Inca Pillio (lagune ou petit lac de l'Inca Pillio). À l'ouest il surplombe la vallée du río Salado, affluent du río Bermejo-Vinchina, vers laquelle plongent d'énormes coulées de lave produites par ses éruptions passées.
Vers le sud-est, le Veladero domine la cuvette et la réserve provinciale Laguna Brava. Depuis cette dernière, on a de superbes vues vers ce massif volcanique et spécialement vers le Bonete Chico et le Veladero.

## Voies d'accès
L'accès, jadis très difficile, s'est beaucoup amélioré avec la construction en dur de la route nationale 76. Cette dernière relie l'est argentin (dont Buenos Aires) au col Paso Pircas Negras, à 4 165 mètres d'altitude, à la frontière chilienne. Elle traverse la réserve provinciale Laguna Brava, située non loin au sud des volcans cités. Cependant, la section nord-ouest de la nationale 76 (entre le col et Villa San José de Vinchina), qui permet d'accéder aux parages du Veladero, était encore en construction en 2006.